# Луговская, Ирина Робертовна
Ири́на Ро́бертовна Луговска́я (род. 28 января 1960 года) — российский учёный, педагог, последний ректор Поморского государственного университета им М. В. Ломоносова (2007-2011), действительный член РАЕН (2008), доктор педагогических наук (2004), профессор (2011).

## Биография
- 1982 — закончила Архангельский государственный педагогический институт имени М. В. Ломоносова (учитель английского и немецкого языков).
- 1982—1984 — секретарь комитета комсомола АГПИ им. М. В. Ломоносова.
- 1984—1985 — ассистент кафедры педагогики АГПИ им. М. В. Ломоносова.
- 1985—1989 — аспирант кафедры педагогики ЛГПИ им. А. И. Герцена.
- 1990—1995 — декан факультета АГПИ им. М. В. Ломоносова.
- 1995—2000 — заведующая кафедрой педагогики ПГУ им. М. В. Ломоносова.
- 2000—2003 — докторант СПбГУ.
- 2005—2007 — проректор по учебной работе ПГУ им. М. В. Ломоносова.
- С 28 ноября 2007 г. — по 24 мая 2011 г. — ректор ПГУ им. М. В. Ломоносова[2][3].
- 2011—2013 — профессор кафедры педагогики и методики начального образования САФУ им. М. В. Ломоносова.
- 2013 — по наст. время — проректор СПбГАСУ.

## Научные публикации
Более 60-ти научных публикаций.